# Valencia de Alcántara

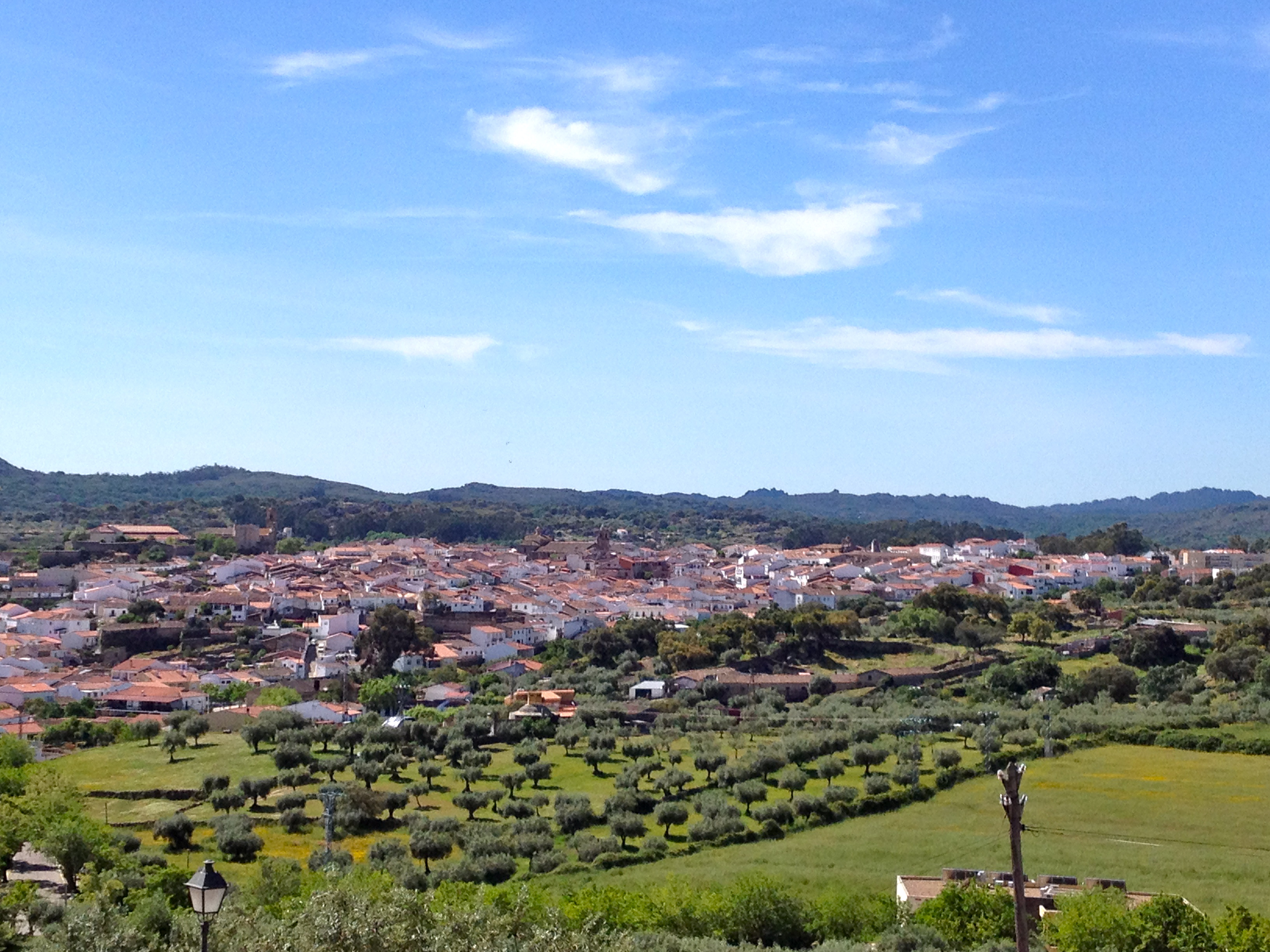
Vue générale du village

Valencia de Alcántara est une commune d’Espagne, dans la province de Cáceres, communauté autonome d'Estrémadure. 
Sa devise est « Très noble, antique et loyale Cité ». 
Elle est située aux confins de l'Espagne et du Portugal sur la route qui mène de Madrid à Lisbonne. La ville fortifiée fait face à celle de Marvão place forte médiévale de l'Alentejo, du district de Portalegre au Portugal.

## Situation
Située à l'Ouest de l'Espagne, son centre-ville est à 14 km de la frontière avec le Portugal et à 82 km de Cáceres, la capitale de sa région. À la ville proprement dite s'adjoignent une dizaine de villages qui constituent la communauté : El Pino, Las Huertas de Cansa, San Pedro de los Majarretes, Las Casiñas, Aceña de la Borrega, Alcorneo, Las Lanchuelas, La Fontañera, Jola y La Miera ainsi que d'autres lieux-dits. La ville compte environ 6 175 habitants.

## Histoire
Les recherches archéologiques montrent une occupation ancestrale du site sur lequel se trouvent toujours un des plus grands ensembles paléolithiques constituées de dolmens et d'un abri sous roche avec des peintures rupestres. 
Suivant Tite-Live, le proconsul Décimo Junio Bruto donna à ses soldats les terres leur donnant le nom de Valencia à l'époque romaine. On trouve par la suite des traces de la présence arabe, antérieure à la conquête de la ville par l'Ordre des chevaliers d'Alcantara dans le second quart du XIIIe siècle, dans le quartier médiéval dit le quartier gothique la synagogue. Le XVe siècle est marqué par le mariage d'Isabelle, la fille des Rois Catholiques d'Espagne avec Manuel le Fortuné, roi de Portugal dans l'église gothique Notre-Dame de Rocamadour. La ville devient le lieu de passage obligé entre les deux royaumes. C'est dans cette ville que sera ratifié le rattachement à la couronne d'Espagne du Portugal (de 1581 à 1640) par Philippe II en 1580. Mais une fois le Portugal de nouveau séparé de l'Espagne, la ville fut portugaise pendant 24 ans, après la victoire de don António Luiz de Menezes, le marquis de Marialva, jusqu'à sa restitution par le traité de Lisbonne de 1668. En 1762, la ville fut à nouveau prise par les troupes luso-britannique sous les ordres de John Burgoyne pendant la guerre de Sept Ans. La ville a été de nombreuses fois fortifiée pour contrôler la frontière jusqu'au démantèlement de celle-ci en 1992. Le développement économique de la ville est né avec la construction de la ligne de chemin de fer Madrid-Lisbonne inauguré par le roi Alphonse XII en 1881 dont la ville est la douane.
La ville est également connue pour être le lieu de naissance de Pedro Gómez Labrador, marquis de Labrador qui fut le représentant de l'Espagne au congrès de Vienne en (1814-1815).

## Patrimoine artistique et historique

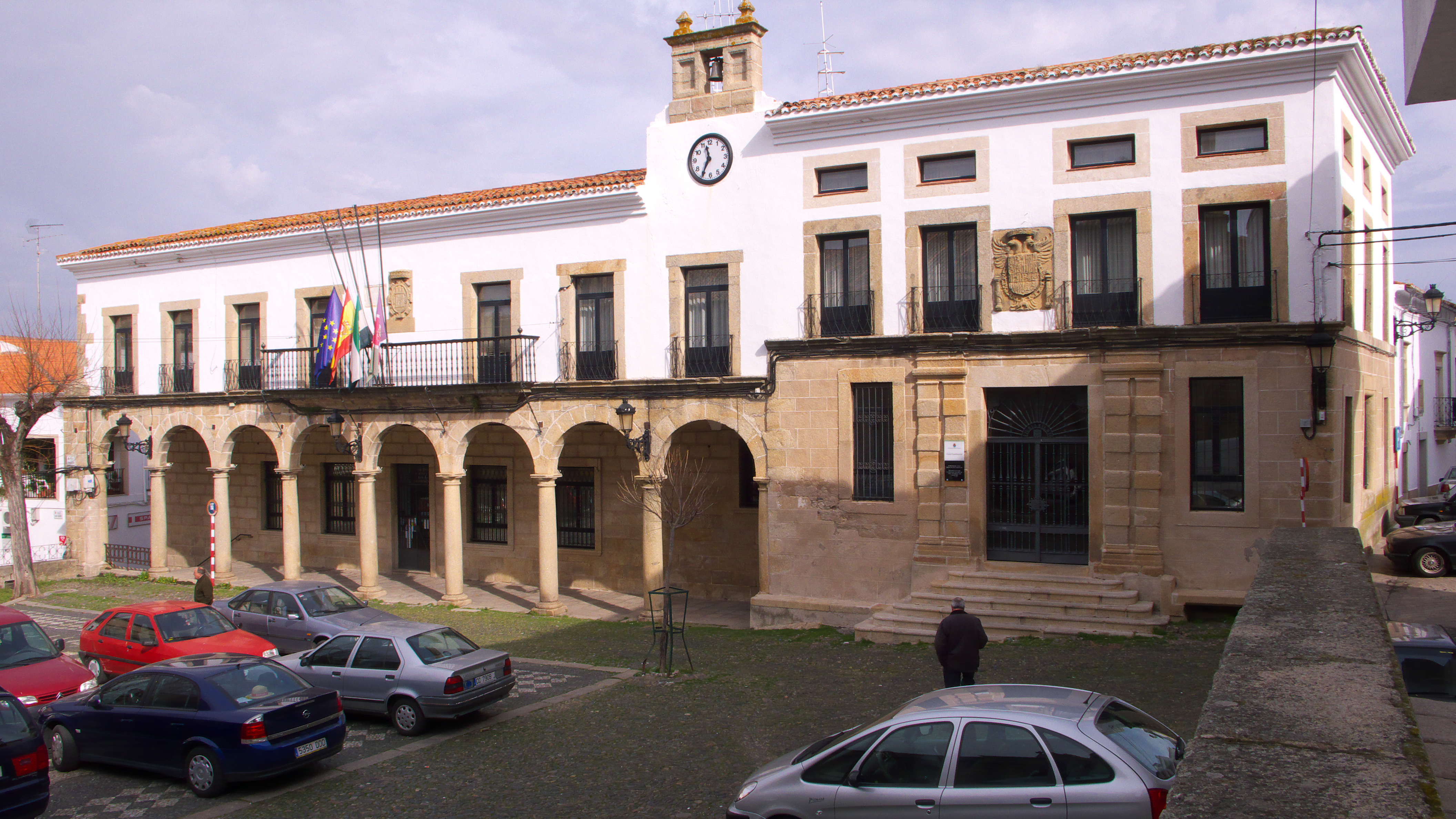
Mairie

Les campagnes autour de la ville forment un des domaines les plus importants de dolmens et de sépultures néolithiques. On en recense plus de 41, souvent effondrés, ils ont été redressés.
Dans le centre-ville on trouve l'église fortifiée Notre-Dame de Rocamadour du XVIe siècle. Elle possède un retable baroque de José de Churriguera, une œuvre de Luis de Morales « le divin ». Outre la façade renaissance du Couvent de Santa Clara, on peut visiter le quartier gothique dans lequel se trouve la synagogue qui est similaire à celle de Tomar au Portugal.

## Les Français et Valencia de Alcantara
Située sur la frontière, Valencia de Alcantara a été un refuge ou lieu de passage obligé pour nombre de Français, comme pour les résistants pendant la seconde guerre mondiale. Alors qu'il fuit la France, Pierre Dac s'évade de la prison de la ville avec la complicité des gardiens après avoir été arrêté dans le train qui le conduit de Madrid à Lisbonne ! En 1900 un Français, Auguste Forfait, trouve refuge à Valencia de Alcantara, il vient de Paris, chasse, donne des cours de français. Il peint le rideau du théâtre de la ville puis celui de la ville voisine d'Albuquerque dans un style naïf qui rappelle celui du Douanier Rousseau. Dans le village voisin, il peint sur les murs du Café, le Café et ses habitués, les fêtes de village, le portrait des villageois et des paysans, les intégrant même dans une scène parisienne de Café !
Selon l'histoire locale, il quitte un jour la ville suivant une Française habillée de noir venue le chercher sans un mot d'explication.

### Articles liés
- Dolmen du Mellizo
- Abri de Puerto Roque